# 小长安镇
小长安镇，是中华人民共和国广西壮族自治区河池市罗城仫佬族自治县下辖的一个乡镇级行政单位。

## 行政区划
小长安镇下辖以下地区：
长安社区、归安村、双合村、龙腾村、合北村、罗东村、守善村、牛毕村、下梧村、民族村、立新村和双蒙村。